# 加尼卡峰國家公園
加尼卡峰國家公園（Parque Nacional Cerro de Garnica）是墨西哥的國家公園，由米卻肯州負責管轄，始建於1936年9月5日，面積10平方公里，受溫帶半濕潤氣候影響，海拔高度2,300至3,000米。
19°42′N 100°48′W / 19.7°N 100.8°W